# 下尼奇

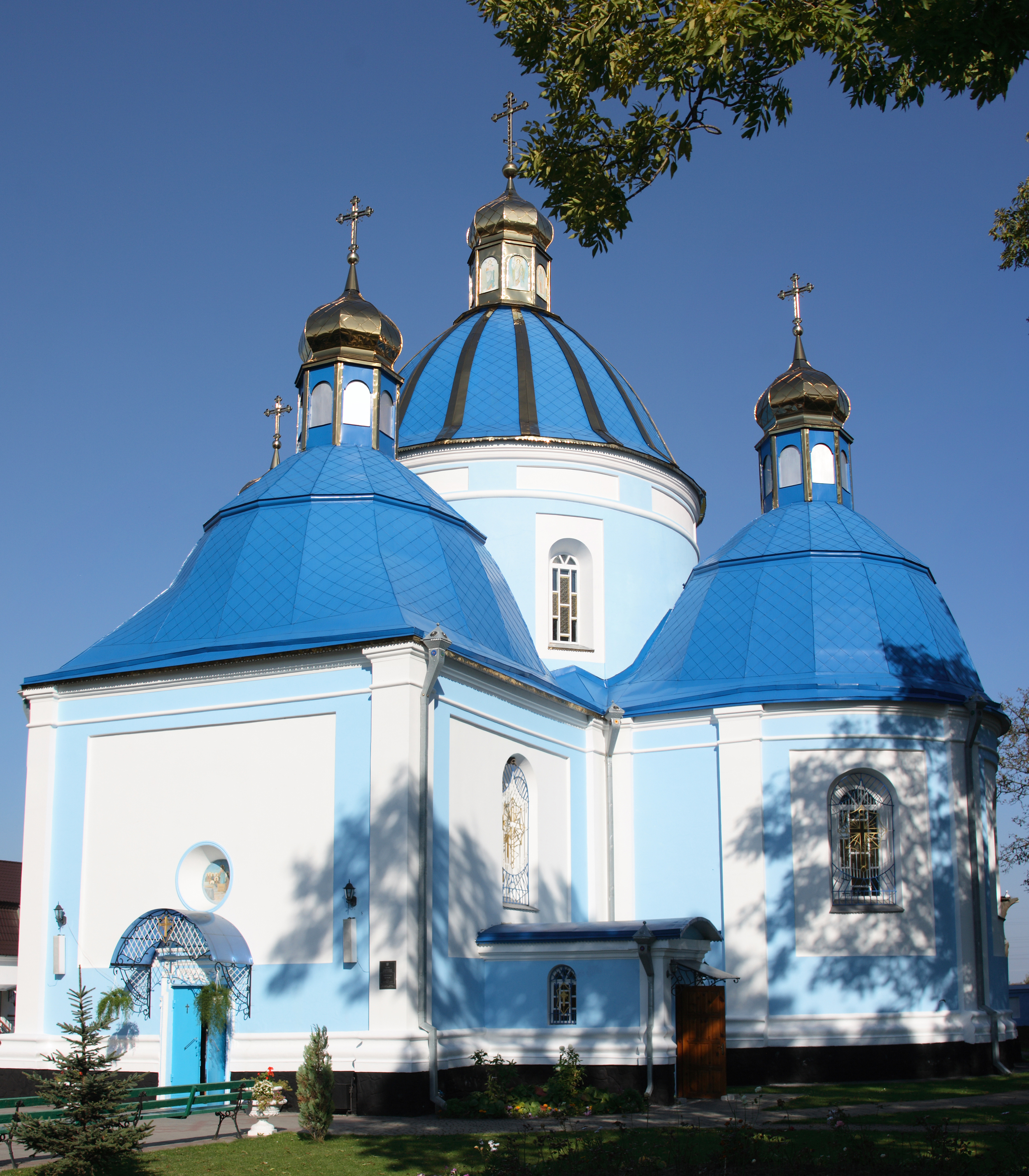

下尼奇（烏克蘭語：Низкиничі），是烏克蘭的村落，位於該國西部沃倫州，由沃洛德米爾區負責管轄，始建於1500年，面積8.2平方公里，海拔高度226米，2001年人口731，人口密度每平方公里89.15人。
50°44′8″N 24°11′1″E / 50.73556°N 24.18361°E